# Fleestedt
Fleestedt (niederdeutsch Fleest) ist ein unselbständiger Gemeindeteil von Seevetal, einer Gemeinde im Landkreis Harburg in Niedersachsen, südlich von Hamburg. Der Ort hat 5143 Einwohner (Hauptwohnsitz, Stand 30. November 2022), besitzt eine Grundschule, eine kleine Sporthalle, eine Zweifeldhalle, drei Sportplätze, eine Tennisanlage und ein kleines Einkaufszentrum sowie einen Ende 2011 fertiggestellten Supermarkt.
Bis 1. Juli 1972 war Fleestedt eine selbständige Gemeinde, dann erfolgte der Zusammenschluss mit 18 anderen Gemeinden zur Einheitsgemeinde Seevetal.
Der Ort liegt direkt an der A 7 mit der Anschlussstelle 35 Seevetal-Fleestedt und ist daher gut mit dem Auto zu erreichen. Wichtigste Buslinie ist die Metrobuslinie 43 nach Hamburg-Harburg. Außerdem gibt es Busverbindungen nach Maschen, und über Hittfeld nach Jesteburg. Der nördliche Teil des Bahnhofs Hittfeld befindet sich im Westen Fleestedts, das Bahnhofsgebäude selbst und die südlich angrenzenden Flächen liegen allerdings schon im benachbarten Ortsteil Emmelndorf.
Das Wappen zeigt die Fleestedter Mühle, die gegen Ende des Zweiten Weltkriegs zerstört wurde, damit sie den heranrückenden englischen Truppen nicht als Orientierungspunkt dienen konnte. Der Standort der Mühle war eine Erhebung nahe dem Mühlenweg am westlichen Ortsrand Fleestedts.

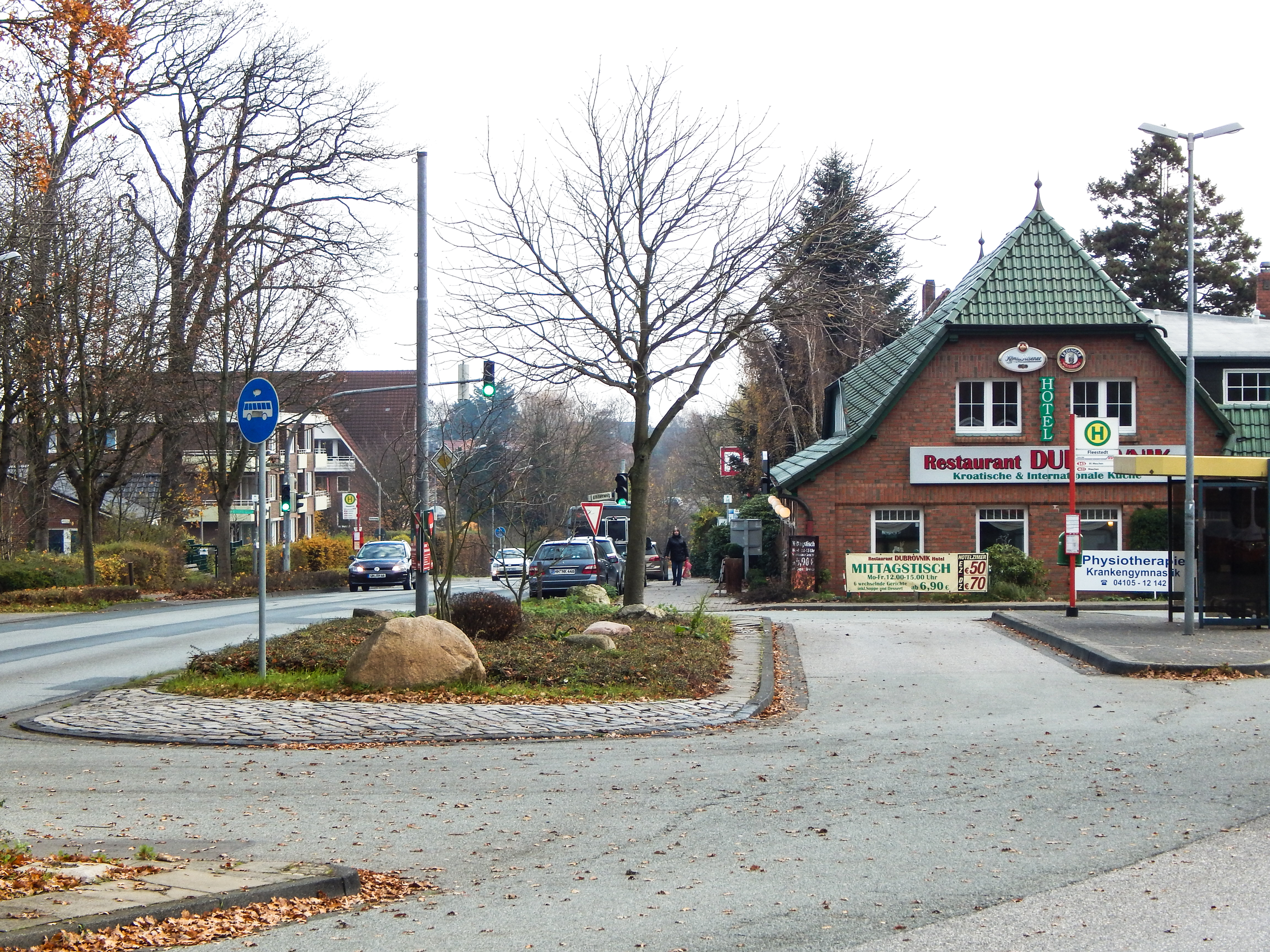

## Politik
Der erste Ortsbürgermeister Fleestedts nach der Eingemeindung 1972 war Dr. Georg Duensing (CDU) von 1972 bis 1976. Anschließend übernahm Adolf Wendt (CDU) von 1976 bis 2016 das Amt. Seine Nachfolgerin war Berit Rothe (CDU).
Der aktuelle Ortsbürgermeister ist seit dem 1. November 2021 Timo Röntsch (FWG).

## Persönlichkeiten
- Hans-Joachim Sachau (* 1944), Brigadegeneral des Heeres der Bundeswehr
- Volker Dittrich (* 1951 in Fleestedt), Verleger, Journalist und Autor
- Claudia Preuß-Boehart (* 1951 in Fleestedt), Politikerin (SPD)